# 하남 프라임파크
하남 프라임파크는 (영어 : hanam prime park)는 대한민국 경기도 하남시 신장동 475-40번지 일원에 건설예정인 하남시의 아파트이다.  